# Alvear Palace Hotel

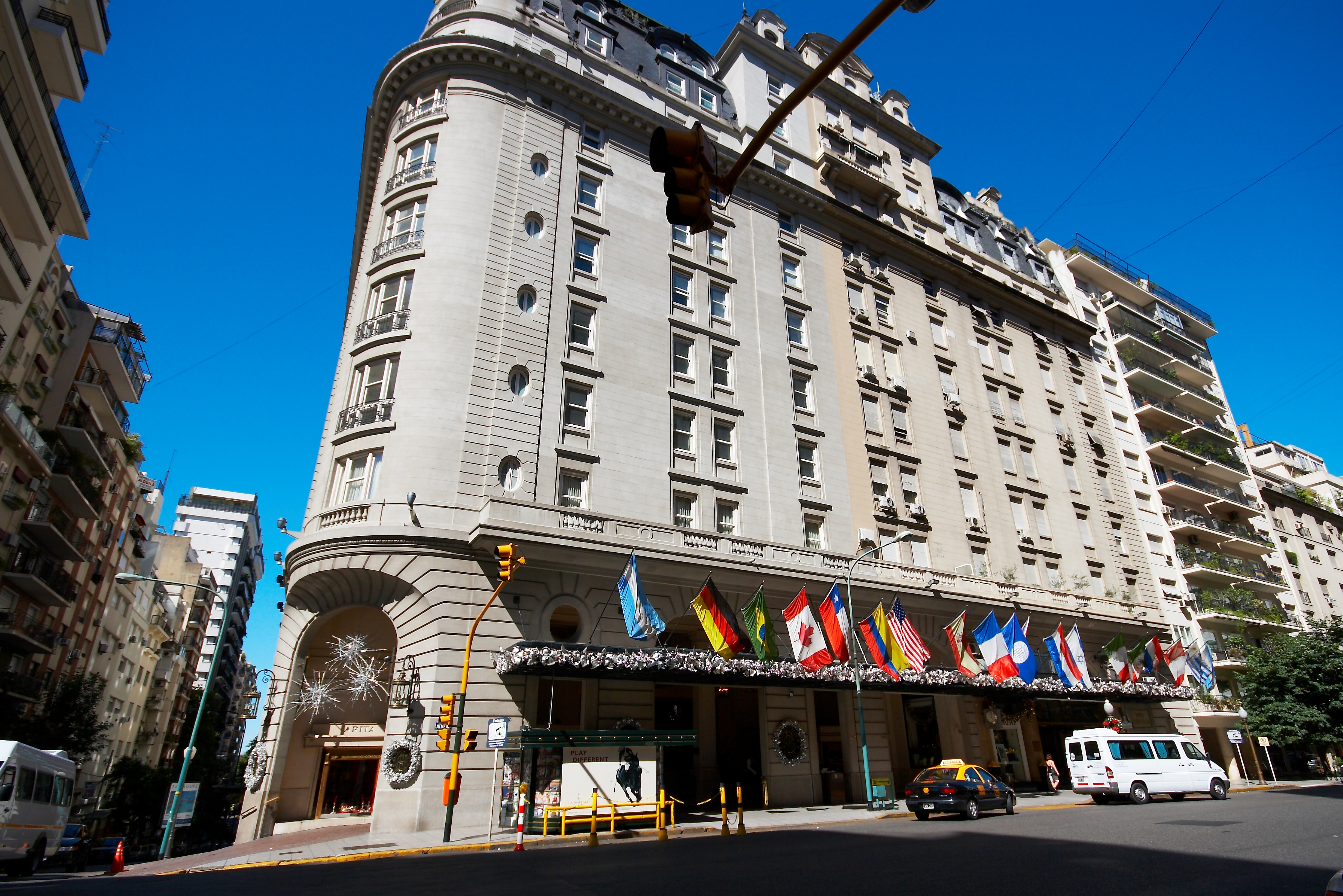
Das Hotel Alvear Palace – Fassadenansicht

Das Alvear Palace Hotel ist ein Hotel in der argentinischen Hauptstadt Buenos Aires. Es befindet sich im Stadtteil Recoleta auf der Avenida Alvear 1891. Das Hotel wurde am 2. September 1932 eröffnet und gehört seit 2005 zum „Architektonischen und Historischem Erbe der Stadt Buenos Aires“ (Patrimonio Arquitectónico e Histórico de la Ciudad de Buenos Aires). Das Gebäude hat zwölf Etagen und wurde von den Architekten Valentín Brodsky und Estanislao Pirovano entworfen. Es gehört zur Allianz The Leading Hotels of the World.